# Pan American Arena
Pan American Arena är en inomhusarena i den amerikanska staden Indianapolis i delstaten Indiana. Den öppnades 1987 och fick sitt namn efter 1987 års Pan American Games som hölls i just Indianapolis. Pan-Am har en publikkapacitet på 1 000 åskådare vid ishockeyarrangemang.
Ishockeylaget Indiana Ice använde både Pan American Arena och Bankers Life Fieldhouse som sin hemmaarena mellan 2012 och 2014.